# Bataille de Wissembourg (octobre 1793)
Pour les articles homonymes, voir Bataille de Wissembourg.
Ne doit pas être confondu avec Bataille de Wissembourg (décembre 1793).
Batailles
La bataille de Wissembourg du 13 octobre 1793, également connue sous le nom de première bataille de Wissembourg, oppose la Première République française aux forces de la Première Coalition. Ce jour-là, le général Wurmser lance une attaque générale sur les lignes de Wissembourg, d'où le nom.

## Préambule
Pendant que les Français vainqueurs a Hondtschoote, à Lannoy, à Tourcoing et à Menin s'efforcent de repousser les ennemis hors de leur territoire, ils éprouvent des échecs et des revers sur les rives de la Lauter. Depuis les combats malheureux de Pirmasens et de Nothweiler l'armée du Rhin, commandée par le général Carlenc, s'était concentrée dans les lignes de Weissembourg, et espérait s'y maintenir longtemps mais l'armée coalisée des Autrichiens et des Prussiens, dont le roi de Prusse, Frédéric-Guillaume II, obligé de se rendre dans ses possessions polonaises, avait remis le suprême commandement au duc de Brunswick, se préparait à poursuivre ses avantages, et voulait forcer les Français à abandonner leurs retranchements. 
Elle occupait les positions suivantes : 
- l'avant-garde, aux ordres du prince de Hohenlohe, entre Lemberg et Bitche-Rorbach
- le corps d'armée commandé par le général Wurmser, sur les hauteurs entre Bitche et Pirmasens
- la division Kalkreuth, vers Frauenberg, Knabelsdorf et Douschweiller.
- Un corps de blocus était devant Landau.

De cette manière, les alliés touchaient l'extrême gauche des lignes de Wissembourg et ils pouvaient facilement les tourner ou forcer l'armée française à changer de front, pour faire face aux débouchés des Vosges, ce qui eût exposé sa droite aux attaques dé Wurmser, et l'eût adossée au Rhin.
C'est effectivement ce qui arriva, par l'obstination du général français à rester dans sa même position. 
Les alliés ayant arrêté le dessein de forcer ces lignes, Wurmser est chargé de la grande attaque de front qui devait s'effectuer le 13 octobre à quatre heures et demie du matin, sur six colonnes, et sans tirer un coup de fusil. Les cinq premières étaient disposées sur le front des lignes tandis que le prince de Waldeck, avec la sixième, devait passer le Rhin à Seltz, s'emparer de cette ville, et prendre ensuite une position de revers en arrière de la droite des Français, entre Lauterbourg et leur camp, tandis que le duc de Brunswick, avec dix mille Prussiens, arrivant par Lembach, tournerait la gauche des lignes par les gorges des Vosges, afin de contenir cette aile, et de l'empêcher de porter des troupes au centre.

## Déroulement
Le prince de Waldeck exécuta les ordres qui lui étaient donnés avec la plus grande précision. Il passa le Rhin à Plittersdorf (de),dans la nuit du 12 au 13 octobre. Aussitôt il se porte sur Seltz, égorge les postes avancés et, dans le plus grand silence, surprend la ville, et s'en empare presque sans coup férir. L'occupation de ce poste rendant le passage du fleuve désormais plus facile, le prince en donne le signal convenu par l'explosion de trois grenades. Dès lors Wurmser attaque le centre des lignes sur trois points à la fois.
- La première colonne formant la gauche, sous les ordres du général Jelačić, se dirigeant sur Lauterbourg, et combinant ses mouvements avec ceux du prince de Waldeck, devait couper les Français sur ce point.
- Le centre, conduit par le général Hotze, se porte, par la forêt de Bienwald, contre les retranchements du moulin de même nom, et sur les batteries et le camp de Steinfeld et de Saint-Remy
- La troisième colonne formant la droite, et commandée par le général Kospoth (de), vient attaquer les redoutes entre Steinfeld et Haftelhof[2]. Cette dernière était divisée en deux parties, dont l'une, composée du corps d'émigrés français du prince de Condé, devait longer les montagnes et les bois en partant de Bad Bergzabern et Oberotterbach, pour se tenir à la hauteur dé Wissembourg.

Quoique le succès ait couronné toutes ces attaques, cependant elles étaient très mal combinées et furent presque toutes exécutées à contre-temps, et si les Français eussent été commandés par un général plus habile, ils auraient certainement fait échouer cette grande entreprise des alliés. Le prince de Waldeckaprès avoir emporté Seltz, s'était porté à Mothern, et y attendit longtemps la division française que le  général Jelačić devait repousser sur Lauterbourg. Ne voyant rien arriver, présumant que l'entreprise était manquée, et n'osant, rester dans une position aventurée où il était facile de se placer entre lui et le Rhin, il se décide à repasser le fleuve. Pendant ce temps, le général Jellachich avait passé les lignes à gauche de Lauterbourg, et croyant dès lors n'avoir plus rien à faire, il prit position, et fit même mettre pied à terre à sa
cavalerie. Cette imprudence faillit lui devenir très funeste. La garnison de Lauterbourg, qui se retirait aperçoit les Autrichiens dans le désordre, fond sur eux à l'improviste, et les aurait entièrement détruits, si les hussards hessois, qui s'étaient mieux gardés, ne les eussent sauvés par une charge brillante et heureuse. Ainsi les alliés n'éprouvaient à leur gauche, aucun avantage.
Mais il n'en était pas de même de l'attaque du général Hotze. Après un combat très vif, il réussit a emporter les redoutes de Bienwald et de Saint-Remy. Celle sur Oberotterbach eut un succès égal. D'abord repoussés de Steinfeld les alliés reviennent à la charge, et s'emparent du poste, malgré la forte résistance des Français. Le seul régiment de Pélegrini perd, dans cette attaque, six cents hommes tués ou blessés. En même temps les émigrés français attaquent les retranchements de Bergzabern, et se conduisent avec une haute valeur. Combattant Français contre Français, animés par une haine mutuelle, c'était à qui montrerait une plus grande bravoure. Mais cette fois, les émigrés l'emportèrent sur les républicains, et contribuèrent puissamment au succès remporté par les alliés dans cette journée. Conduits par le prince de Condé, qui marche à leur tête, ils se portent en avant avec intrépidité, bravent le feu des redoutes et en emportent plusieurs. Chargeant à la baïonnette, ils s'emparent de dix-sept canons, après avoir massacré ou dissipé les soldats qui les gardaient. La légion de Mirabeau en prit onze à elle seule.
Non contents de cet avantage, les émigrés se portent sur Wissembourg, l'attaquent avec là même impétuosité, triomphent de la résistance des républicains, et les forcent d'évacuer la place, dont ils restent maîtres, le 22 vendémiaire an II (13 octobre 1793). Cet avantage assurait désormais le succès de l'entreprise. Altenstadt est aussi emporté de vive force. Les Français se voyant près d'être coupés par le duc de Brunswick qui venait d'exécuter son mouvement par Lembach, se hâtent d'évacuer tous leurs postes, et la retraite se fait en désordre, par Geisberg au centre, et, à la droite, par Forstfeld et Iffezheim. La gauche seule, commandée
par les généraux La Ferrière et Desaix, et qui avait défendu ses positions jusqu'à la dernière extrémité, se retira avec beaucoup d'ordre, et vint se réunir pendant la nuit au reste de l'armée, sur les lignes de la Moder.

## Bilan
Cette évacuation des lignes de Wissembourg,qui fut un événement très malheureux pour la République, n'avait cependant coûté aux Français que deux mille hommes, tandis que les alliés en perdirent plus du double.
L'armée du Rhin se retire jusque sous les murs de Strasbourg. Le 24 vendémiaire an II, le Comité de salut public par arrêté du 17 octobre et décret du 22 octobre nomme Saint-Just et le conventionnel Le Bas en Alsace et auprès de l'armée du Rhin comme représentants en mission pour rétablir l’ordre dans la région.